# Джонс (округ, Айова)
Джонс (англ. Jones County) — округ в США, штате Айова. На 2000 год численность населения составляла 20 221 человек. По оценке бюро переписи населения США в 2009 году население округа составляло 20 364 человек. Окружным центром является город Анамоса.

## История
Округ Джонс был сформирован в 21 декабря 1837 года.

## География
Согласно данным Бюро переписи населения США площадь округа Джонс составляет 1490 км².

### Основные шоссе
- Шоссе 151
- Автострада 1
- Автострада 38
- Автострада 64
- Автострада 136

### Соседние округа
- Делавэр  (северо-запад)
- Дубьюк  (северо-восток)
- Джэксон  (восток)
- Клинтон  (юго-восток)
- Сидар  (юг)
- Линн  (запад)

## Демография
По данным переписи населения 2000 года в округе проживало 20 221 жителей. Среди них 21,7 % составляли дети до 18 лет, 16,8 % люди возрастом более 65 лет. 47,2 % населения составляли женщины.
Национальный состав был следующим: 96,5 % белых, 2,2 % афроамериканцев, 0,3 % представителей коренных народов, 0,2 % азиатов, 1,3 % латиноамериканцев. 0,8 % населения являлись представителями двух или более рас.
Средний доход на душу населения в округе составлял $17816. 11,6 % населения имело доход ниже прожиточного минимума. Средний доход на домохозяйство составлял $46012.
Также 85,3 % взрослого населения имело законченное среднее образование, а 12,7 % имело высшее образование.